# Voskresensk
Voskresensk (Russisch: Воскресенск) is een stad in de Russische oblast Moskou.
In 2010 woonden er 91.500 mensen in de stad.
Voskresensk bestaat uit zes afzonderlijke woongebieden die van elkaar gescheiden zijn door industriegebieden, bovengrondse pijpleidingen en zijrivieren van de Moskva. De stad strekt zich over een lengte van 16 km uit langs de rivier de Moskva en de spoorlijn van Moskou naar Rjazan, en ligt ongeveer 60 km in rechte lijn ten zuidoosten van Moskou.

## Geschiedenis
Voskresensk ontstond als vestiging bij een station dat in 1862 werd gebouwd aan de spoorlijn van Moskou naar Rjazan. Dit station werd genoemd naar het nabijgelegen dorp Voskresenskoje (Воскресенское). In 1934 kreeg de plaats stadsrechten onder de huidige naam. Het ongeveer 5 kilometer naar het zuidoosten gelegen dorp Kolyberovo, in de tweede helft van de 19e eeuw ontstaan bij kalksteenlagen, (met vanaf 1870 een cementfabriek en vanaf 1920 andere bouwgerelateerde bedrijven) werd in april 1954 bij Voskresensk gevoegd. Als stadsdeel kreeg het de naam Kommuna, een later aangebouwde wijk werd Kommuna-2.
Het ten noordoosten gelegen Lopatinski, ontstaan in 1883 bij een textielfabriek, vanaf 1930 gegroeid in samenhang met de afgraving van nabijgelegen fosforietvoorkomens, werd in mei 2004 bij Voskresensk gevoegd.

### Bevolkingsontwikkeling
| jaar | aantal inwoners | aantal inwoners | aantal inwoners | aantal inwoners |
| ---- | --------------- | --------------- | --------------- | --------------- |
| jaar | Voskresensk     | Kolyberovo      | Lopatinski      | totaal          |
| 1897 | 2.289           | …               | …               | 2.289           |
| 1939 | 17.231          | 11.756          | …               | 28.987          |
| 1959 | 44.759          |                 | …               | 44.759          |
| 1970 | 66.866          | 7.159           | 74.025          |                 |
| 1979 | 76.449          | 10.351          | 86.800          |                 |
| 1989 | 80.393          | 14.231          | 94.624          |                 |
| 2002 | 77.871          | 14.337          | 92.208          |                 |
| 2010 | 91.464          |                 |                 | 91.464          |
| 2018 | 93.565          |                 |                 | 93.565          |

## Economie
Voskresensk geldt als een belangrijke industriestad en centrum van een landbouwgebied. Er zijn ondernemingen op het gebied van meststoffen, bouwmaterialen, textiel en een grote broodfabriek.

## Sport
Met de professionele ijshockeyclub Chimik Voskresensk en een schaatsarena staat de stad bekend wegens schaatsen en ijshockey. Een aantal bekende ijshockeyspelers komt uit deze stad.

## Geboren
- Ravil Isyanov (1962-2021), acteur
- Roeslan Moerasjov (1992), langebaanschaatser

## Afbeeldingen

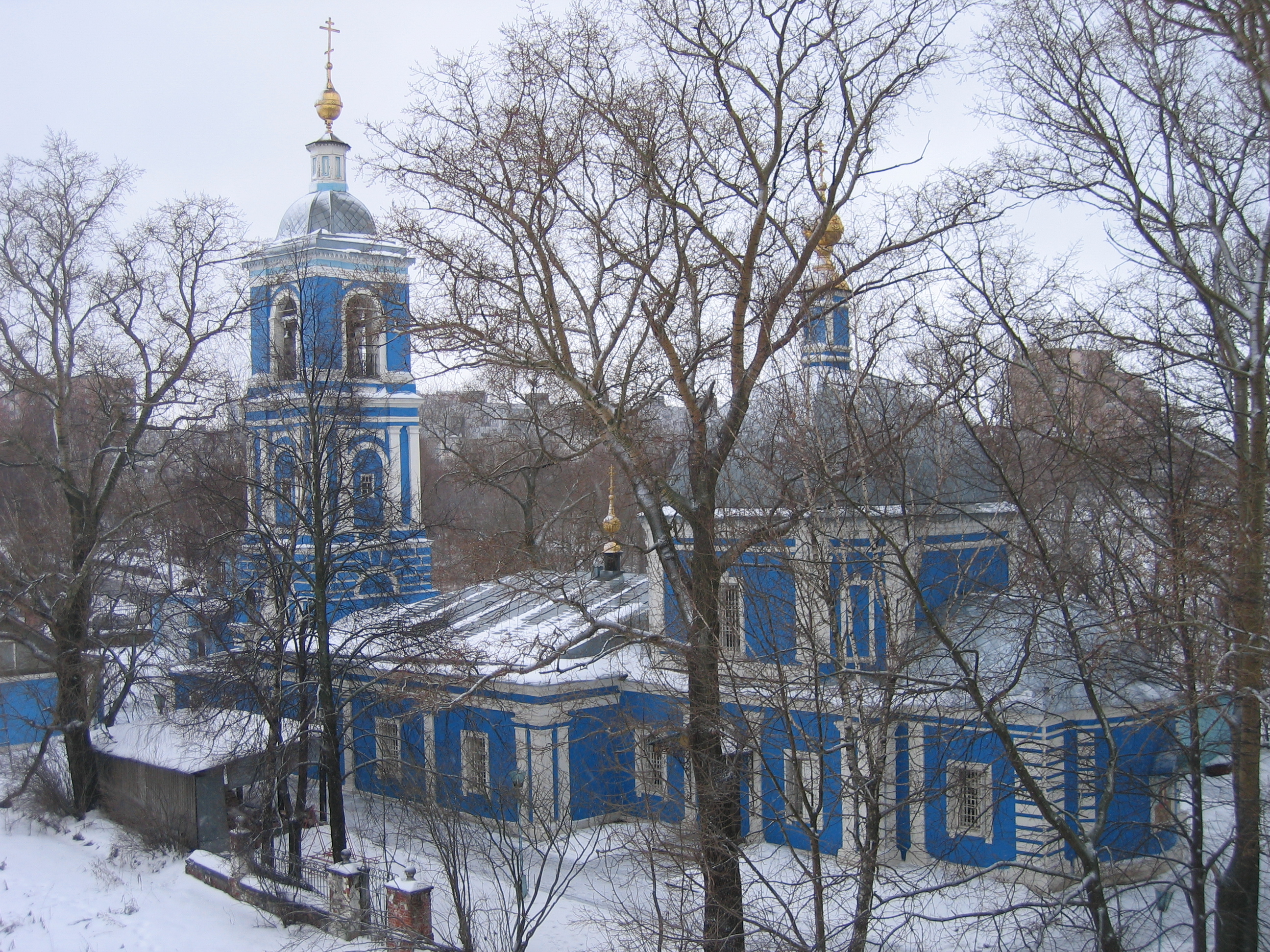
Johannes-Chrysostomos-kerk
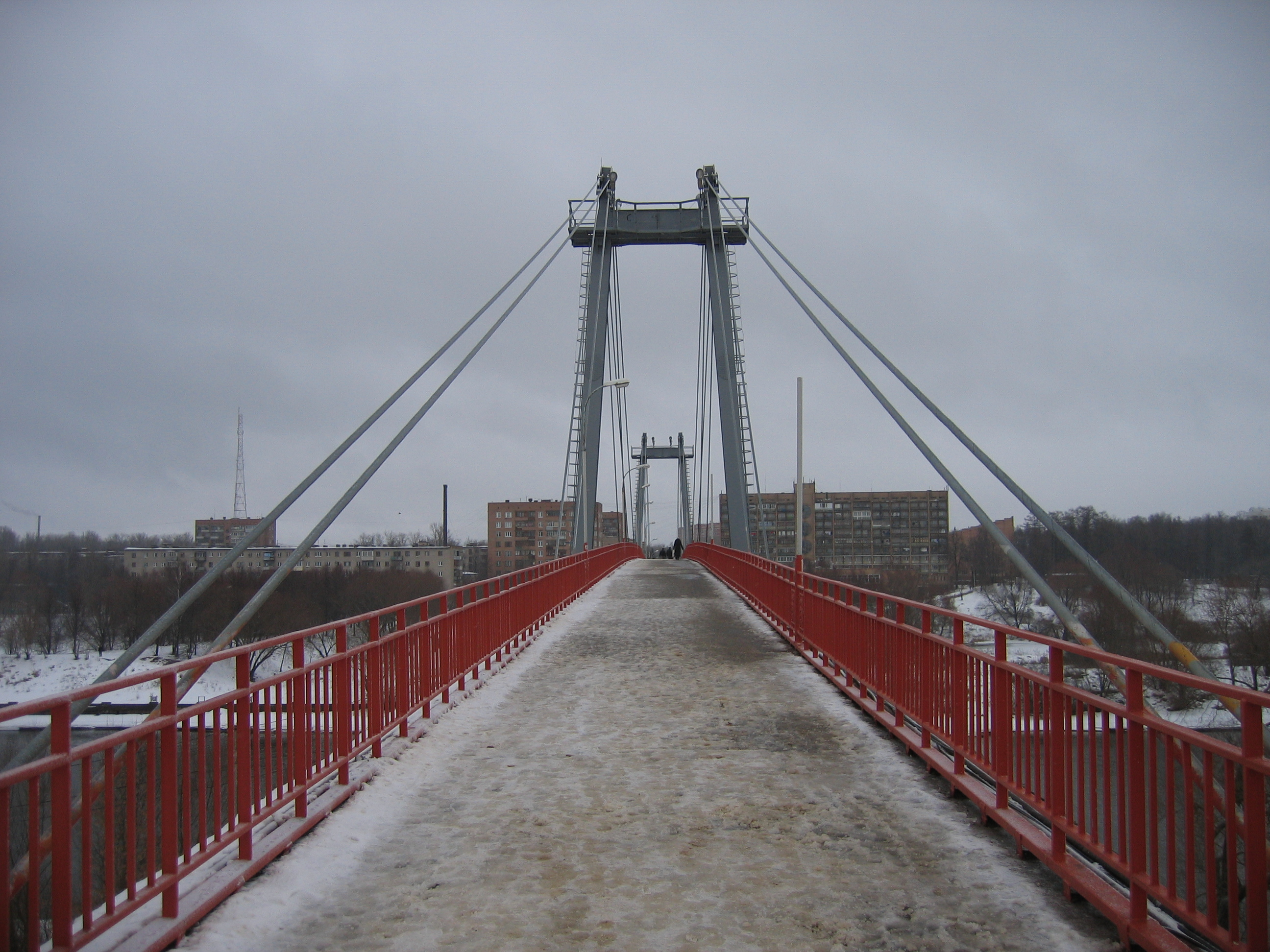
Voetgangersbrug over de Moskva-rivier
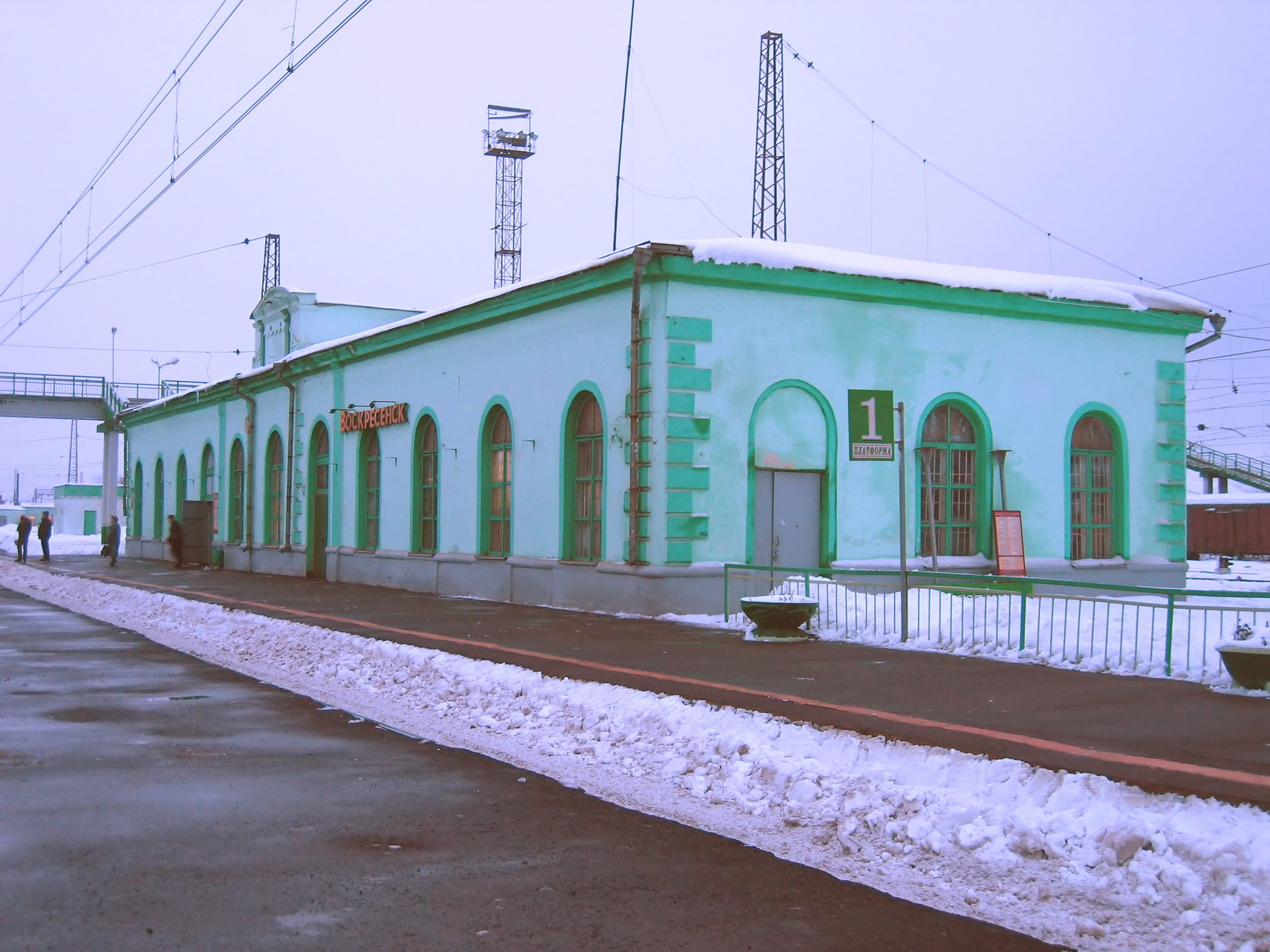
Stationsgebouw
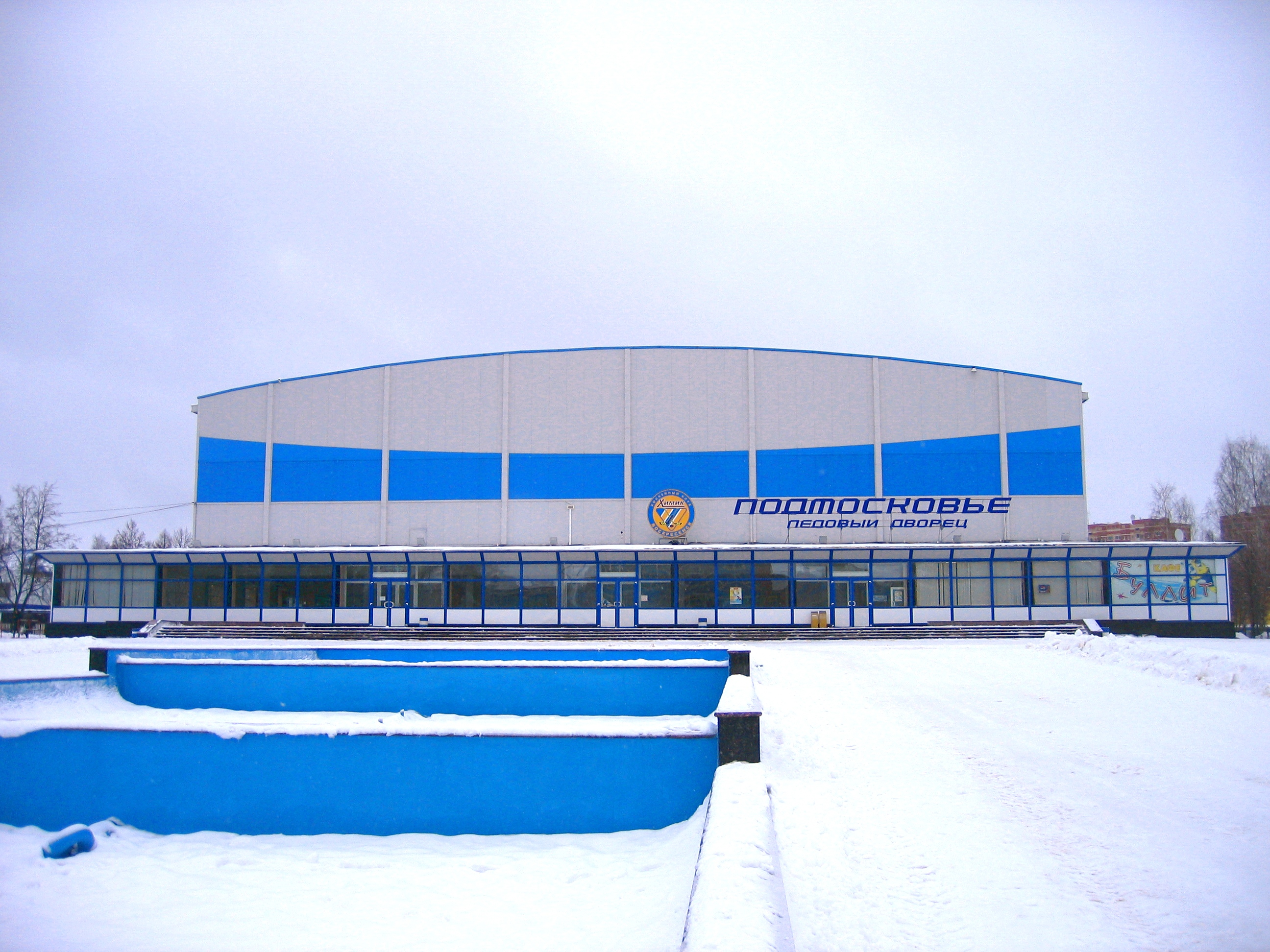
Schaatssport arena

Aprelevka · Balasjicha · Bronnitsy · Chimki · Chotkovo · Dedovsk · Dmitrov · Doebna · Dolgoproedny · Domodedovo · Drezna · Dzerzjinski · Elektrogorsk · Elektro-oegli · Elektrostal · Frjazino · Golitsyno · Istra · Ivantejevka · Jachroma · Jegorjevsk · Joebilejny · Kasjira · Klimovsk · Klin · Koebinka · Koerovskoje · Kolomna · Koroljov · Kotelniki · Krasnoarmejsk · Krasnogorsk · Krasnozavodsk · Krasnoznamensk · Likino-Doeljovo · Ljoebertsy · Lobnja · Loechovitsy · Losino-Petrovski · Lytkarino · Moskovski · Mytisjtsji · Naro-Fominsk · Noginsk · Odintsovo · Orechovo-Zoejevo · Ozjerelje · Ozjory · Pavlovski Posad · Peresvet · Podolsk · Poesjkino · Poesjtsjino · Protvino · Ramenskoje · Reoetov · Roeza · Rosjal · Sergiev Posad · Serpoechov · Sjatoera · Sjtsjerbinka · Sjtsjolkovo · Solnetsjnogorsk · Staraje Koepavna · Stoepino · Taldom · Troitsk · Tsjechov · Tsjernogolovka · Vereja · Vidnoje · Volokolamsk · Voskresensk · Vysokovsk · Zarajsk · Zjeleznodorozjny · Zjoekovski · Zvenigorod